# Jeã Xá
Muzafaradim Jeã Xá ibne Iúçufe (1397 em Coi ou 1405 em Mardim - 30 de outubro ou 11 de novembro de 1467 em Bingöl) foi o líder da tribo turco-oguz da Confederação do Cordeiro Negro que reinou entre 1438 e 1467. Durante seu reinado, ele conseguiu expandir os territórios da Confederação até a sua máxima extensão, incluindo o leste da Anatólia, maior parte do atual Iraque, e da região central do Irã e até a província da Carmânia. Também conquistou países vizinhos. Ele foi um dos maiores governantes da Confederação do Cordeiro Negro, e também supostamente gostava de bebida e entretenimento. Durante seu reinado, Jeã Xá mandou construir a Mesquita Azul e a escola teológica muzafarita na capital Tabriz.

## Durante o reinado de Cara Iúçufe
Ele foi enviado para retomar Sultania e Gasvim pouco antes da morte de seu pai.

## Durante o reinado de Cara Iscandar
Por volta de 1420 Jeã Xá se casou com a filha de Aleixo IV de Trebizonda e Teodora Cantacuzena, parte do acordo firmado com Aleixo para que este continuasse pagando à Confederação o tributo que Trebizonda havia anteriormente pago a Tamerlão. Durante o reinado de seu irmão Cara Iscandar (1420-1436), como um potencial rival ao trono, a vida de Jeã Xá não estava segura e ele se refugiou com seu outro irmão Ispende, que governava Baguedade. Em 1436 ele obteve a ajuda do governante timúrida Xaruque para derrotar Cara Iscandar e tomar o trono para si. Tendo sido alçado ao poder por Xaruque, ele governou a princípio como um vassalo dos timúridas. Ele também foi adotado por Goarxade Begum e coroado em 19 de abril de 1438, tomando o epíteto "Muzafaradim".

## Campanhas contra a Geórgia
Em 1440, o rei Alexandre I da Geórgia se recusou a pagar tributos à Confederação. Em março, Jeã Xá respondeu invadindo a Geórgia com 20.000 soldados, destruindo a cidade de Sanxevilde e saqueando Tiblíssi antes de retornar a Tabriz. Ele foi acompanhado por xeique Ibraim, pai do futuro xeique Junaíde .
Ele também montou uma segunda expedição militar contra a Geórgia em 1444. Suas forças encontraram as do sucessor de Alexandre, o rei Vactangue IV em Acaltsique, mas o combate foi inconclusivo e Jeã Xá retornou a Tabriz mais uma vez.

## A Conquista de Baguedade
O irmão de Jeã Xá, Ispende ibne Iúçufe, que governou Baguedade e seus arredores por doze anos, morreu em 1445 e legou o governo do Estado a seu sobrinho Alvande Mirza, já que seu filho Fulade Mirza era muito jovem na época. No entanto, a maioria dos emires preferiu Fulade.
Então, Jeã Xá decidiu organizar uma expedição militar contra Baguedade com o apoio de alguns dos emires, que haviam buscado refúgio com ele. Após um cerco de sete meses, Baguedade foi capturada em 9 de junho de 1446.   Ele também nomeou seus sobrinhos Alvande Mirza, Rustã, Tarcã e Mamude para governar Moçul conjuntamente.
Jeã Xá nomeou seu filho Mirza Maomé para governar Baguedade em seu nome.

## Reinado
Após a morte do governante timúrida Xaruque em 1447, Jeã Xá tornou-se um governante independente da Confederação do Cordeiro Negro e começou a usar os títulos de sultão e cã . Ao mesmo tempo, o Império Timúrida aproveitou as lutas entre os príncipes turcomanos e capturou as cidades de Sultania e Gasvim. A paz foi feita quando o sultão Maomé ibne Baiçongor se casou com uma filha de Jeã Xá. No entanto, ele retomou as terras que perdeu de Mirza Babur. O Imperador nomeou seu filho Pir Budaque para governar Ispaã em 1452. Dois anos depois, seu filho liderou um exército que conquistou a Carmânia e o Iazde. Em 1457, Jeã Xá tomou posse do leste do Irã, incluindo Coração e em 1458 entrou em Herate onde assumiu o trono, entretanto teve que voltar logo por causa de uma revolta de seu filho Haçane Ali e também por causa da marcha de Abuçaíde sobre Tabriz. Por volta de 1460, o império de Jeã Xá se estendia da fronteira turca a oeste, passava pelo Iraque, a Carmânia e as margens do Golfo Pérsico.
As relações entre Jeã Xá e seus filhos nunca foram boas. Seus contemporâneos retratam-no como um tirano sedento de sangue que tinha pouca consideração pela Lei Sagrada e que passava suas noites em folia e embriaguez. Apesar de seu sucesso militar, seu governo foi atormentado por rebeliões persistentes, particularmente de seus filhos, Pir Budaque e Haçane Ali, bem como dos líderes semiautônomos da Confederação do Cordeiro Branco. Em 1459, Haçane Ali liderou um motim de senhores feudais nômades no Azerbaijão ao mesmo tempo que Jeã Xá estava lutando com o timúrida Abuçaíde.
Por sua traição, Haçane Ali foi preso em Macu. Ele foi derrotado no inverno de 1458. Mas desta vez, seu filho Pirdubague se rebelou, que logo se juntou a Haçane Ali em Fars. No entanto, ele foi poupado a pedido de sua mãe e substituído por Mirza Iúçufe, outro filho de Jeã Xá. Pirbudague foi enviado para governar Baguedade, seus outros filhos Cacim Begue foram designados para Carmânia com Haçane Ali sendo preso novamente. No entanto, Pirbudague novamente se rebelou, agora controlando Baguedade. Ele foi derrotado em 1464 e executado por Mirza Maomé .

## Conflito com a Confederação do Cordeiro Branco

### Conflito com Jeanguir
Por volta de 1447, Jeã Xá esteva envolvido em uma luta contra a Confederação do Cordeiro Branco, que sempre foram inimigos jurados da Confederação do Cordeiro Negro. A primeira dessas batalhas aconteceu quando Alvande Mirza se rebelou e fugiu para Jeanguir, chefe de Cordeiro Branco. Jeã Xá exigiu seu sobrinho rebelde, mas Jeanguir se recusou a entregá-lo. Jeã Xá invadiu Erzinjane e enviou seu comandante - Rustã para subjugar Jeanguir. Este enviou sua mãe Sara Catum para o mameluco egípcio enquanto Jeã Xá começou a apoiar seu meio-irmão Xeique Haçane. Este foi morto por Uzum Haçane, irmão de Jeanguir; Jeã Xá apressou-se a oferecer paz ao Cordeiro Branco, em troca, eles deveriam submeter-se a Confederação do Cordeiro Negro. Jeanguir aceitou e também casou sua filha com Mirza Maomé .

### Conflito com Uzum Haçane
Uzum Haçane não reconheceu a submissão de seu irmão mais velho e se rebelou contra ele, capturando Amida em 1457. Jeanguir fugiu para Jeã Xá. Uzum Haçane também foi apoiado pelos safávidas, seu líder xeique Junaíde sendo cunhado de Uzum Haçane. Ele foi substituído por xeique Jafar - seu tio.
Jeã Xá partiu de Tabriz com um grande exército em 16 de maio de 1466 e chegou ao Lago de Vã. Enquanto estava lá, ele ficou furioso ao saber que Uzum Haçane estava invadindo suas terras com uma tropa de 12.000 soldados. Enquanto isso, Uzum Haçane, suspeitando que Jeã Xá estava planejando atacá-lo, guardou cuidadosamente as passagens nas montanhas. Os enviados foram e voltaram entre eles, mas por causa das pesadas exigências de Jeã Xá, um acordo não pôde ser alcançado. Tendo avançado até Muxe, Jeã Xá teve que adiar seu ataque por causa do início do inverno. Como suas tropas começaram a reclamar, ele decidiu se retirar para uma residência de inverno. Uzum Haçane pegou seu exército de surpresa e os derrotou totalmente em um ataque repentino. Mirza Iúçufe e Mirza Maomé foram capturados em 30 de outubro ou 11 de novembro de 1467 na Batalha de Chapaquechur. Jeã Xá foi morto em batalha enquanto fugia, e com sua morte a grande era da história dos Confederação do Cordeiro Negro chegou ao fim. Ele foi sucedido por seu filho Haçane Ali.
Jeã Xá foi enterrado na parte sul da Mesquita Azul em Tabriz.

## Legado

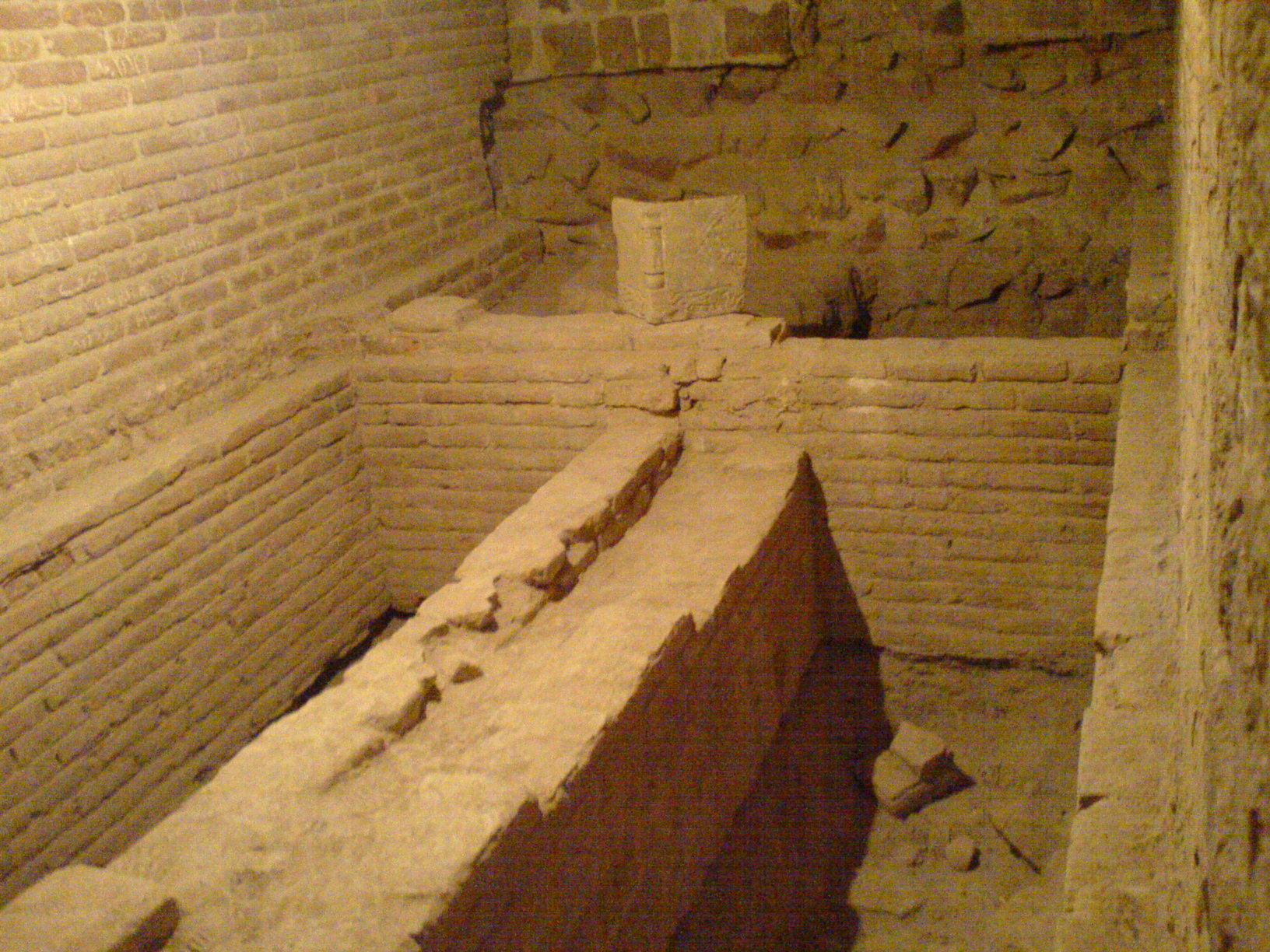
O túmulo de Jeã Xá na parte sul da Mesquita Azul em Tabriz

No ano de 1462, Abedal Razaque descreveu o governo de Jeã Xá nos seguintes termos: "Devido à administração benevolente de Mirza Jeã Xá, o Azerbaijão era um Estado altamente próspero. Aquele soberano bem-intencionado estava ansioso para praticar a justiça, garantir a prosperidade do país e tratar seus súditos com honra. A capital, Tabriz, por sua numerosa população e prevalência de tranquilidade, simulava o Egito. Os rumores do bom comportamento daquele rei feliz espalharam-se pelo mundo. Os habitantes de seu reino protegido por Deus, indiferentes às flechas dos acontecimentos, gozavam de paz". 
Jeã Xá, além de poeta, promoveu cultura, aprendizado e arquitetura.  Usando o pseudônimo "Haquiqui",  Jeã Xá escreveu poesia em turco azerbaijano  e persa.  Em 1447 ele casou sua filha com um descendente do famoso místico Xá Nimatulá Vali, que os xiitas reverenciavam como um santo e um operador de milagres.
Ele foi casado diversas vezes. Os casamentos conhecidos incluem: uma filha de Aleixo IV da Trebizonda e Jã Begum (filha Tajudim Rajabe ibne Afridum).

### Filhos
- Pir Budaque - governador de Ispaã, Fars e, depois, Baguedade. Morto por Mirza Maomé.
- Haçane Ali - sucedeu seu pai.
- Mirza Maomé - era genro de Jeanguir Begue. Capturado na Batalha de Chapaquechur e executado.
- Mirza Iúçufe - capturado na Batalha de Chapaquechur e cego. Executado por Ugurlu Maomé em 22 de outubro de 1469.
- Cacim Begue

### Filhas
- Salia Catum
- Habiba Catum
- Tutuque Ismate, casada com o sultão Maomé, governante timúrida[13]
- Uma filha casada com um descendente de Nimatulá Vali